# Roggwil (Berne)
Pour les articles homonymes, voir Roggwil.
Roggwil est une commune suisse du canton de Berne, située dans l'arrondissement administratif de Haute-Argovie.

## Histoire

Photo aérienne prise à 500 m par Walter Mittelholzer (1924)

Au Altes Gugelmann-areal, ancienne entreprise, se sont déroulées de nombreuses soirées techno (rave parties) durant les années 1990, de 1993 à 2001 ayant attiré plusieurs dizaines de milliers de personnes, jusqu'à 12 000 par soir. Après une soirée "revival" en 2009, une partie du site a été réaménagée en 2010.